# Museo del Vino (Torgiano)

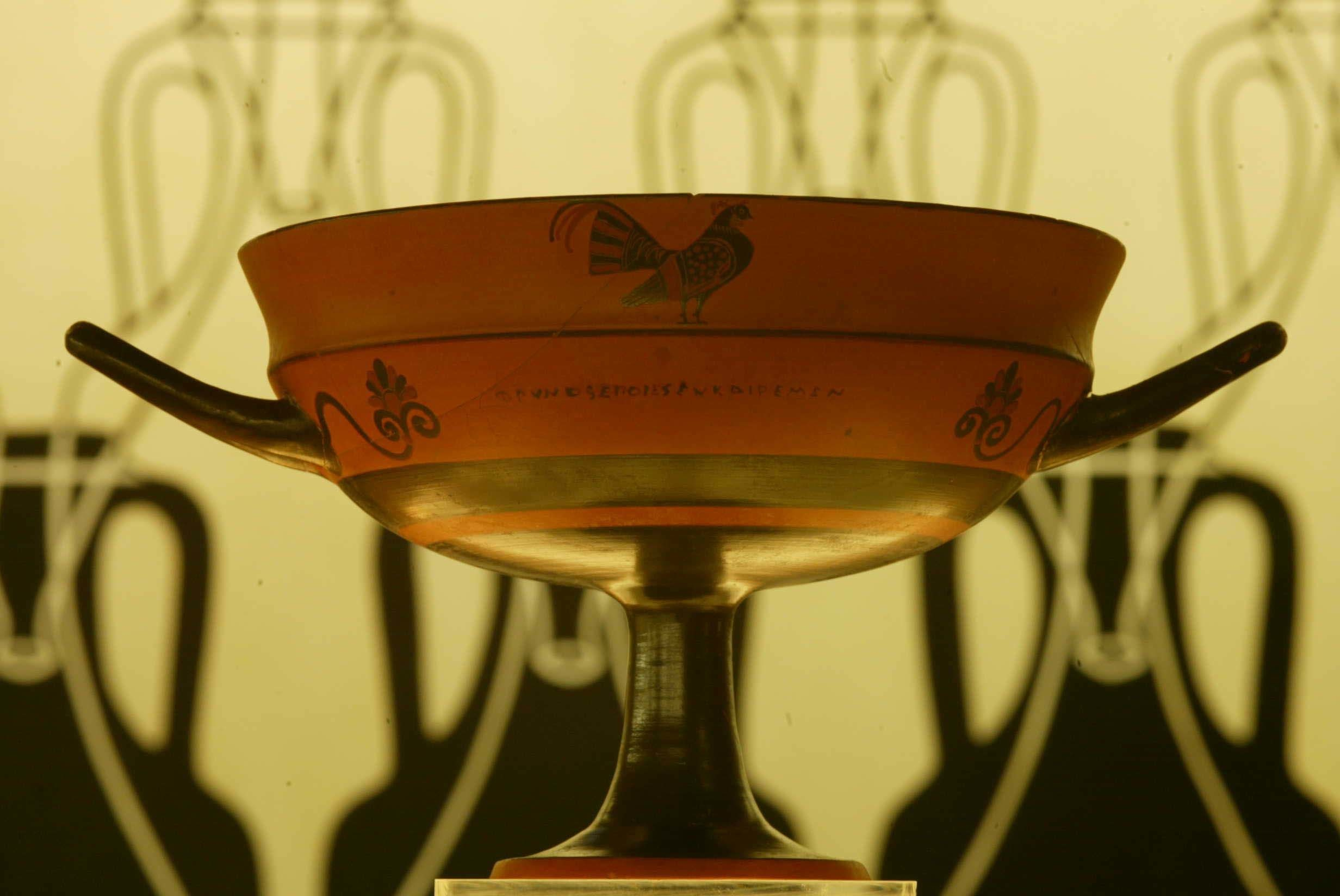
Cílix ático de figuras negras. Autor: Pintor de Frinos; circa 560/550 a. C.; Museo del Vino de Torgiano.

El museo del Vino de Torgiano (Umbría, Italia) es un museo privado, especializado y dedicado por completo a la cultura del vino.
El museo fue fundado por los productores de vino Maria Grazia y Giorgio Lungarotti en 1974 y es administrado por la Fundación Lungarotti, una institución que se ocupa de la promoción de estudios, eventos culturales y exposiciones destinadas a mejorar la cultura y la economía del vino y del aceite de oliva. 
A través de sus colecciones arqueológicas, etnográficas y artísticas, el museo ofrece información sobre el papel del vino en la cultura occidental, donde el vino siempre ha sido muy valorado no solo por sus propiedades energéticas, sino también como un producto cultural.